# Angélica André
Angélica Maria Ribeiro André, née le 13 octobre 1994 à Matosinhos, est une nageuse portugaise, spécialiste des épreuves de nage en eau libre.

## Palmarès

### Championnats du monde
- Championnats du monde 2024 à Doha ( Qatar) :
  -  Médaille de bronze du 10 km en eau libre

### Championnats d'Europe
- Championnats d'Europe 2022 à Rome ( Italie) :
  -  Médaille de bronze du 10 km en eau libre